# Heavy Metal in Baghdad
Heavy Metal in Baghdad ist ein kanadisch-/US-amerikanischer Dokumentarfilm aus dem Jahr 2007 über die irakische Thrash-Metal-Band Acrassicauda in den Wirren nach dem Sturz Saddam Husseins.

## Handlung
Der Film behandelt den Werdegang von Acrassicauda, der zu diesem Zeitpunkt einzigen Metalband des Iraks, zwischen 2003 und 2007. Er besteht aus insgesamt vier Episoden, von denen drei in Bagdad aufgenommen wurden. Der letzte Abschnitt aus dem Dezember 2006 handelt in Damaskus, wo die Bandmitglieder als Flüchtlinge lebten.
Neben Auftritten der Band werden Gespräche mit Bandmitgliedern und Ansichten von Bagdad und den Flüchtlingslagern in Damaskus gezeigt.

## Hintergrund
Suroosh Alvi ist einer der Mitgründer des New Yorker Vice Magazines, Eddy Moretti gründete VBS.TV, ein mit Vice verbundenes Breitband-Videonetzwerk. Heavy Metal in Baghdad stellt für beide das Filmdebüt als Regisseur dar. In Kooperation mit MTV entstand im November 2003 ein kurzer Beitrag über Acrassicauda, der ein Beitrag für den Reiseführer Vice Guide to Travel werden sollte. Aus persönlichem Interesse, und da bereits einiges Material für ein Feature entstanden war, besuchten die Filmemacher die Band in den Jahren 2005 und 2006 erneut.
Mitte September 2007 hatte der Film auf dem 2007 Toronto International Film Festival Premiere, im Februar 2008 wurde er erstmals in Europa bei den Internationalen Filmfestspielen Berlin im „Panorama“ gezeigt. Im Oktober 2008 wurde der Film in verschiedenen deutschen Kinos gezeigt.
Die Musiker durften während der Premiere auf der Berlinale nicht einreisen, da die Pässe dreier Bandmitglieder aus der sogenannten „S-Serie“ stammten. Diese stellten die irakischen Behörden ab 2004 aus und werden seit April 2007 von Deutschland nicht mehr anerkannt, da sie als nicht fälschungssicher gelten.

## Kritiken
Die Tageszeitung Die Welt nannte Heavy Metal in Baghdad in ihrer Onlineausgabe „ein[en] aussichtsreiche[n] Anwärter auf den Publikumspreis [der Berlinale].“ Der Filmdienst befand, dass der Film „mit einer bemerkenswerten Portion Humor“ den Alltag der Protagonisten zwischen Husseins Sturz und ihrer Flucht nach Damaskus schildere.

## Auszeichnungen
- 2007: „Official Selection“ des Toronto International Film Festival
- 2008: „Official Selection“ der Internationalen Filmfestspiele Berlin
- 2008: „Official Selection“ des South-by-Southwest-Filmfestivals

## Trivia
In Episode 4 der ersten Staffel der TV-Serie Blue Mountain State hängt an der Wand im Overland-Haus ein Filmplakat von Heavy Metal in Baghdad.